# تزكين
تيزڭين هي قرية أمازيغية جبلية مغربية وسط المملكة. تنتمي تيزڭين لإقليم الحوز. تضم هذه القرية 3.889 نسمة (إحصاء 2004).